# Hasta el fin del mundo
Hasta el fin del mundo è una telenovela di produzione messicana, girata tra 2014 ed 2015. Protagonisti sono Marjorie de Sousa, Guy Ecker e David Zepeda. Antagonisti sono Julián Gil e Mariana Seoane.
In Messico è trasmessa a partire dal 28 luglio 2014 sul Canal de las Estrellas.

## Personaggi e interpreti
- Marjorie de Sousa: Sofía Ripoll Bandy[2]
- David Zepeda: Salvador "Chava" Cruz #2[3]
- Pedro Fernández: Salvador "Chava'" Cruz #1
- Julián Gil: Patricio Iturbide[4]
- Claudia Álvarez: Alexa Ripoll Bandy[5]
- Diego Olivera: Armando Romero[6]
- Mariana Seoane: Silvana Blanco[7]
- Jade Fraser: Daniela Ripoll Bandy[8]
- Miguel Martínez: Lucas Cavazos[9]
- Ximena Herrera: Aracely Fernández[10]
- Roberto Palazuelos: Mauro Renzi[11]
- María Rojo: Guadalupe Sánchez #1[12]
- Leticia Perdigón: Guadalupe Sánchez #2
- César Évora: Francisco "Paco" Fernández[13]
- Olivia Bucio: Greta Bandy de Ripoll[14]
- Alejandro Tommasi: Fausto Rangel[15]
- Aleida Núñez: Irma Fernández[16]
- Nicolás Chunga: Fernando "Nando" Romero
- Mariana Van Rankin: Marisol Ramirez[17]
- Eddy Vilard: Olivera Peralta[18]
- María Prado: Miguelina Ávila[19]
- Julio Camejo: Matías Escudero[20]
- Sugey Ábrego: i gemelli Iraís e Yovet Bernal[21] · [22]
- Roberto Vander: Gerónimo Peralta
- Alejandra Procuna: Rosa Valera #1
- Gabriela Platas: Rosa Valera #2[23]
- Carlos Gascón: Alan Duncan[24]
- Jaime Moreno: Javier Ramirez #1
- Tony Bravo: Javier Ramirez #2
- Alan Slim: Cristian Blanco[25]
- Kuno Becker: corridore automobilistico[26]
- Arleth Terán: Regina Irabien[27]
- David Ostrosky: Martín Coría
- Tania Vázquez: Valentina
- Carlos Cámara Jr.: Octavio Ripoll
- Ricardo Guerra: Orion Lovato
- Rebeca Mankita: Isadora Carbonell
- Roberto Ballesteros: Félix Tavares
- Javier Jattin: Paolo Elizondo[28]
- Pedro Moreno: Ranku[29]
- Eduardo Rivera: Ramón
- Juan Verduzco: Aguilar
- Yvonne Ley: Ceci
- Lina Radwan: fan di Paolo (partecipazione speciale)
- Humberto Elizondo: Carlos
- Ricardo Kleinbaum: Direttore del centro commerciale
- Jorge Ortín: Cuco
- Ricardo Margaleff: Pedro
- Fernando Robles: Brito
- Teo Tapia: Dottore
- Miguel Santa Rita: León Peralta
- Mariana Morones: Yovet #1
- Ruben Branco: Mariscal
- Rafael del Villar: Langarica
- Lilia Aragón: Yuba
- Kelchie Arizmendi: Analía
- Moisés Suárez: Manuel
- Juan Antonio Gómez
- Rudy Casanova
- Marta González
- Jaime Lozano: Dottor Rivadeneira
- Benjamin Islas: Dottore
- Emireth Rivera: Morgana
- Vanessa Arias: Flor
- Jorge Pondal: Rafael